# Le Mesnil-Angot
Le Mesnil-Angot is een voormalige gemeente in het Franse departement Manche in de regio Normandië. De plaats telt 50 inwoners (1999) en maakt deel uit van het arrondissement Saint-Lô.
Tot 2007 was Le Mesnil-Angot een zelfstandige gemeente. Op dat moment werd het met Graignes samengevoegd tot de nieuwe fusiegemeente Graignes-Mesnil-Angot.

## Geografie
De oppervlakte van Le Mesnil-Angot bedraagt 4,3 km², de bevolkingsdichtheid is 11,6 inwoners per km².

## Demografie
Onderstaande figuur toont het verloop van het inwonertal (bron: INSEE-tellingen).